# Skånland
Skånland est une kommune de Norvège. Elle est située dans le comté de Troms.

## Localités
- Bakkejorda (68° 39′ 19″ N, 17° 14′ 01″ E)
- Bø (68° 34′ 06″ N, 16° 37′ 30″ E)
- Boltåsen (68° 32′ 03″ N, 16° 41′ 33″ E)
- Breidstrand (68° 32′ 38″ N, 16° 37′ 48″ E)
- Elvebakken (68° 41′ 50″ N, 16° 55′ 47″ E)
- Evenskjer (68° 35′ 05″ N, 16° 34′ 31″ E)
- Grovfjord/Grov (68° 40′ 51″ N, 17° 07′ 32″ E)
- Lavangen (68° 31′ 59″ N, 16° 37′ 21″ E)
- Løksa (68° 55′ 39″ N, 17° 38′ 57″ E)
- Løksebotn (68° 56′ 10″ N, 17° 42′ 59″ E)
- Renså (68° 41′ 10″ N, 16° 54′ 46″ E)
- Sandemarka / Sáttiidvuopmi (68° 38′ 57″ N, 16° 51′ 00″ E)
- Sandstrand (68° 40′ 41″ N, 16° 47′ 11″ E)
- Steinsland (68° 36′ 56″ N, 16° 34′ 48″ E)
- Tovik (68° 40′ 45″ N, 16° 52′ 10″ E)
- Trøsemarka / Vuopmegeahci (68° 33′ 59″ N, 16° 45′ 36″ E)